# Rui Leme
Rui Aguiar da Silva Leme (São Paulo, 1925 - 1997) foi um engenheiro civil, ligado à USP, onde atuou nas áres da Engenharia de Produção e na de Administração de Empresas. Foi presidente do Banco Central do Brasil.

## Carreira acadêmica
Formado em 1949 pela Escola Politécnica da Universidade de São Paulo, tendo atuado como professor assistente entre 1949 e 1953, professor interino em 1953, livre-docente em 1954, na Cadeira 19 - Economia Política, Estatística Aplicada e Organizações Administrativas - com a tese "Os extremos de amostras ocasionais e suas aplicações à Engenharia".
Fundador do curso de Engenharia de Produção em maio de 1958, com a aprovação pela Escola Politécnica, da instalação em nível de graduação como modalidade da Engenharia Mecânica. O curso teve início já no ano de 1959, formando sua primeira turma em 1960, permaneceu como opção da Engenharia Mecânica até 1970, com a aprovação pela Congregação da Escola Politécnica da USP da criação de uma graduação autônoma em Engenharia de Produção.
Foi eleito o primeiro chefe do Departamento de Engenharia de Produção da Escola Politécnica da Universidade de São Paulo em 03 de abril de 1963.
Liderou os professores do Departamento de Engenharia de Produção na criação da Fundação Carlos Alberto Vanzolini, durante a Primeira Semana de Engenharia de Produção, com o objetivo de publicar livros e oferecer cursos de extensão e de aperfeiçoamento, relacionados à Engenharia de Produção e à Administração de Empresas.
A partir de 1961, começa a lecionar como Professor Contratado no Departamento de Administração da Faculdade de Ciências Econômicas e Administrativas FEA da Universidade de São Paulo. Em 1965, ascende ao posto de Professor Catedrático. E, por duas vezes, foi Chefe de Departamento, primeiro entre 1973 e 1977 e depois entre 1981 e 1985.
Na Universidade de São Paulo (USP), assumiu cargos de Pró-Reitor, Coordenador da Câmara de Graduação, Presidente do Conselho da Fuvest e Presidente da Comissão de Cooperação Internacional. Lecionou ainda na Faculdade de Arquitetura e Urbanismo (FAU) e na Escola de Engenharia de São Carlos, onde desempenhou também papel de Assessor da Reitoria.

## Vida pública
Trabalhou também nos governos federal e do estado de São Paulo. Foi Presidente do Banco Central do Brasil de março de 1967 a fevereiro de 1968 durante o Governo de Arthur da Costa e Silva. Entre os anos de 1966 e 1967, foi Diretor da Carteira de Expansão Econômica do Banco do Estado de São Paulo. Em 1966, participou da elaboração do Plano Decenal do Governo Castelo Branco. De 1959 a 1962, colaborou como membro do grupo de planejamento da elaboração dos 1º e 2º Planos de Ação do Governo Carvalho Pinto no Estado de São Paulo. E presidiu a comissão de Salário Mínimo do Estado de São Paulo de 1958 a 1959.